# Gelidocalamus solidus
Gelidocalamus solidus är en gräsart som beskrevs av Cheng De Chu och Chi Son Chao. Gelidocalamus solidus ingår i släktet Gelidocalamus och familjen gräs. Inga underarter finns listade i Catalogue of Life.